# Le Fay
Pour les articles homonymes, voir Fay.
Le Fay est une commune française située dans le département de Saône-et-Loire, en région Bourgogne-Franche-Comté.

## Géographie
Le Fay fait partie de la Bresse louhannaise.

### Climat
Pour des articles plus généraux, voir Climat de la Bourgogne-Franche-Comté et Climat de Saône-et-Loire.
En 2010, le climat de la commune est de type climat océanique dégradé des plaines du Centre et du Nord, selon une étude du Centre national de la recherche scientifique s'appuyant sur une série de données couvrant la période 1971-2000. En 2020, Météo-France publie une typologie des climats de la France métropolitaine dans laquelle la commune est exposée à un climat semi-continental et est dans la région climatique Bourgogne, vallée de la Saône, caractérisée par un bon ensoleillement (1 900 h/an), un été chaud (18,5 °C), un air sec au printemps et en été et des vents faibles.
Pour la période 1971-2000, la température annuelle moyenne est de 11 °C, avec une amplitude thermique annuelle de 17,7 °C. Le cumul annuel moyen de précipitations est de 1 011 mm, avec 11,9 jours de précipitations en janvier et 8,3 jours en juillet. Pour la période 1991-2020, la température moyenne annuelle observée sur la station météorologique de Météo-France la plus proche, « Lons le Saunier », sur la commune de Montmorot à 15 km à vol d'oiseau, est de 11,8 °C et le cumul annuel moyen de précipitations est de 1 147,4 mm. 
La température maximale relevée sur cette station est de 39,8 °C, atteinte le 12 août 2003 ; la température minimale est de −19,6 °C, atteinte le 9 janvier 1985,,.
Les paramètres climatiques de la commune ont été estimés pour le milieu du siècle (2041-2070) selon différents scénarios d'émission de gaz à effet de serre à partir des nouvelles projections climatiques de référence DRIAS-2020. Ils sont consultables sur un site dédié publié par Météo-France en novembre 2022.

## Urbanisme

### Typologie
Au 1er janvier 2024, Le Fay est catégorisée commune rurale à habitat très dispersé, selon la nouvelle grille communale de densité à sept niveaux définie par l'Insee en 2022.
Elle est située hors unité urbaine. Par ailleurs la commune fait partie de l'aire d'attraction de Lons-le-Saunier, dont elle est une commune de la couronne,. Cette aire, qui regroupe 139 communes, est catégorisée dans les aires de 50 000 à moins de 200 000 habitants,.

### Occupation des sols
L'occupation des sols de la commune, telle qu'elle ressort de la base de données européenne d’occupation biophysique des sols Corine Land Cover (CLC), est marquée par l'importance des territoires agricoles (92,3 % en 2018), une proportion sensiblement équivalente à celle de 1990 (93,1 %). La répartition détaillée en 2018 est la suivante : zones agricoles hétérogènes (63,9 %), terres arables (16,6 %), prairies (11,8 %), forêts (4,3 %), eaux continentales (1,7 %), zones urbanisées (1,6 %). L'évolution de l’occupation des sols de la commune et de ses infrastructures peut être observée sur les différentes représentations cartographiques du territoire : la carte de Cassini (XVIIIe siècle), la carte d'état-major (1820-1866) et les cartes ou photos aériennes de l'IGN pour la période actuelle (1950 à aujourd'hui).

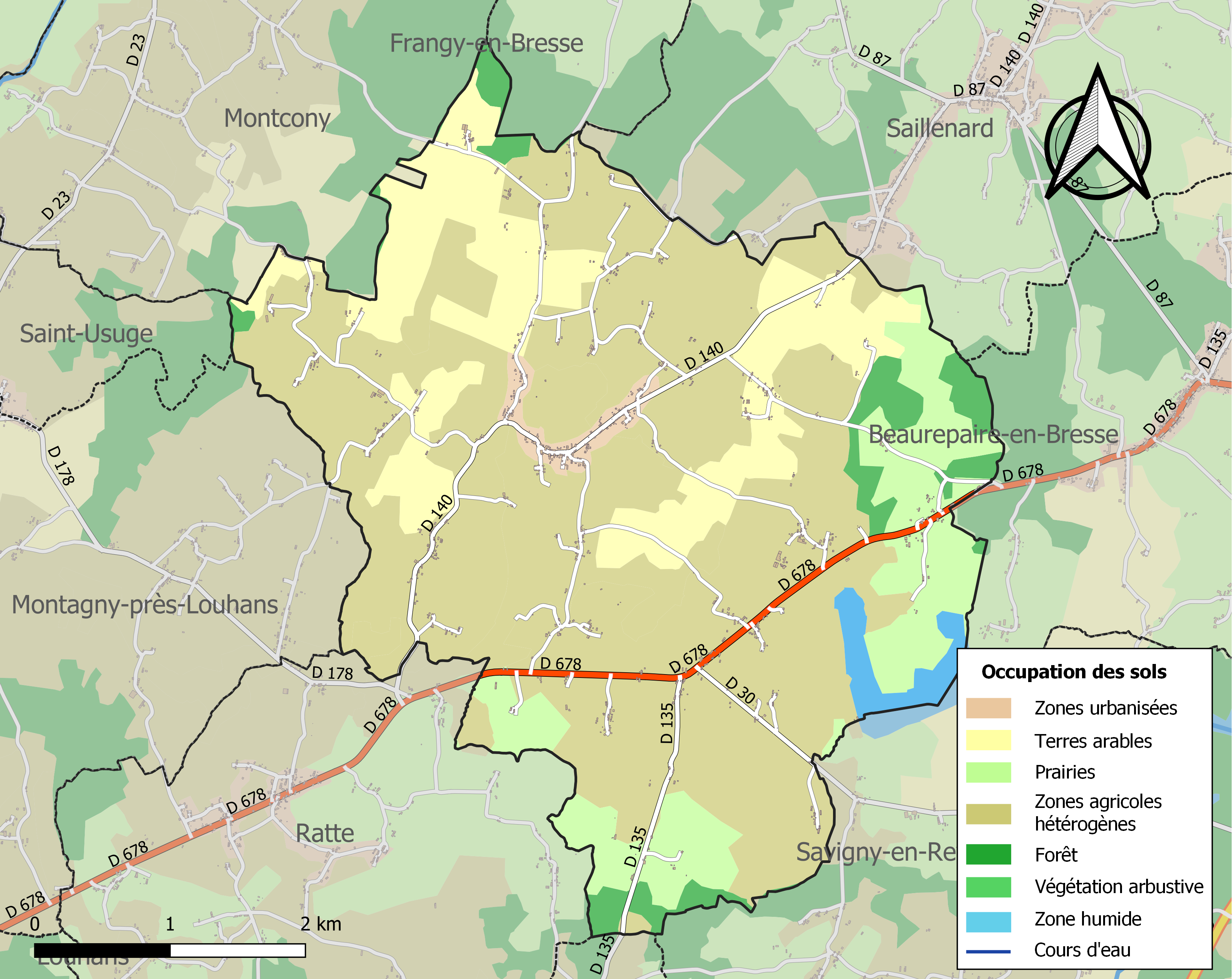
Carte des infrastructures et de l'occupation des sols de la commune en 2018 (CLC).

## Toponymie
Dérivé de Fagetus formé sur fagus « hêtre » suivi du suffixe collectif -ETU, dont le féminin -ETA a donné le suffixe français -aie servant à désigner un ensemble d'arbres, du bas latin fagetum, du latin fagea qui signifie hêtraie, une forêt où prédomine le hêtre, de l'ancien français faï° « bois de hêtres ».

## Histoire
Au XIVe siècle, Le Fay possédait un château dont seules les douves et quelques maisons sont encore présentes. Il était composé de 11 tours et y abritait les seigneurs Bouton du Fay. Ceux-ci furent également seigneurs de Louhans. Le blason comportait une fasce de couleur or et un fond blanc muni de rayures verticales noires,.

## Politique et administration

La mairie.

### Tendances politiques et résultats

#### Élections présidentielles
Le village de Le Fay place en tête à l'issue du premier tour de l'élection présidentielle française de 2017, Marine Le Pen (RN) avec 36,34 % des suffrages. Et lors du second tour, Marine Le Pen (RN) est en tête avec 61,36 %.

#### Élections législatives
Le village de Le Fay faisant partie de la quatrième circonscription de Saône-et-Loire, place lors du 1er tour des élections législatives françaises de 2017, Catherine Gabrelle (LREM) avec 21,46 % des suffrages. Mais lors du second tour, il s'agit de Cécile Untermaier (PS) qui arrive en tête avec 64,97 % des suffrages.

#### Élections régionales
Le village de Le Fay place la liste « Pour Une Région Qui Vous Protège » menée par Julien Odoul (RN), lors du 1er tour des élections régionales de 2021 en Bourgogne-Franche-Comté, avec 30,28 % des suffrages. Lors du second tour, les habitants décideront de placer la liste de « Notre Région Par Cœur » menée par Marie-Guite Dufay, présidente sortante (PS) en tête, avec cette fois-ci, près de 35,86 % des suffrages. Devant les autres listes menées par Gilles Platret (LR) en seconde position avec 28,28 %, Julien Odoul (RN), troisième avec 26,21 % et en dernière position celle de Denis Thuriot (LaREM) avec 9,66 %. Il est important de souligner une abstention record lors de ces élections qui n'ont pas épargné Le village de Le Fay avec lors du premier tour 67,59 % d'abstention et au second, 67,80 %.

#### Élections départementales
Le village de Le Fay faisant partie du canton de Louhans place le binôme de Mathilde Chalumeau (DVD) et de Anthony VADOT (DVD), en tête, dès le 1er tour des élections départementales de 2021 en Saône-et-Loire avec 56,25 % des suffrages. Lors du second tour, les habitants décideront de placer de nouveau le binôme de Mathilde Chalumeau (DVD) et de Anthony VADOT (DVD) en tête, avec cette fois-ci, près de 74,83 % des suffrages. Devant l'autre binôme menée par Cyriak Cuenin (RN) et Annie Hassler (RN) qui obtient 25,17 %. Il est important de souligner une abstention record lors de ces élections qui n'ont pas épargné le village de Le Fay avec lors du premier tour 67,59 % d'abstention et au second, 67,80 %.

### Liste des maires de Le Fay
| Période                                  | Période           | Identité                          | Étiquette | Qualité                    |
| ---------------------------------------- | ----------------- | --------------------------------- | --------- | -------------------------- |
| mars 2001                                | mars 2014         | Joël Guillot                      |           |                            |
| mars 2014                                | 1er novembre 2019 | Charles Lamy Au Rousseau (décédé) |           |                            |
| novembre 2019                            | mars 2020         | Michelle Liévaux                  |           |                            |
| mai 2020                                 | mai 2026          | Géraldine Gilles                  |           | Journaliste à Radio Bresse |
| Les données manquantes sont à compléter. |                   |                                   |           |                            |

## Démographie
L'évolution du nombre d'habitants est connue à travers les recensements de la population effectués dans la commune depuis 1793. Pour les communes de moins de 10 000 habitants, une enquête de recensement portant sur toute la population est réalisée tous les cinq ans, les populations de référence des années intermédiaires étant quant à elles estimées par interpolation ou extrapolation. Pour la commune, le premier recensement exhaustif entrant dans le cadre du nouveau dispositif a été réalisé en 2008.

En 2022, la commune comptait 621 habitants, en évolution de −2,97 % par rapport à 2016 (Saône-et-Loire : −1,06 %, France hors Mayotte : +2,11 %).
| 1793  | 1800  | 1806  | 1821  | 1831  | 1836  | 1841  | 1846  | 1851  |
| ----- | ----- | ----- | ----- | ----- | ----- | ----- | ----- | ----- |
| 1 296 | 1 170 | 1 461 | 1 546 | 1 667 | 1 579 | 1 522 | 1 521 | 1 487 |

| 1856  | 1861  | 1866  | 1872  | 1876  | 1881  | 1886  | 1891  | 1896  |
| ----- | ----- | ----- | ----- | ----- | ----- | ----- | ----- | ----- |
| 1 393 | 1 337 | 1 329 | 1 300 | 1 272 | 1 283 | 1 263 | 1 243 | 1 264 |

| 1901  | 1906  | 1911  | 1921  | 1926  | 1931  | 1936  | 1946  | 1954 |
| ----- | ----- | ----- | ----- | ----- | ----- | ----- | ----- | ---- |
| 1 244 | 1 235 | 1 277 | 1 161 | 1 188 | 1 134 | 1 077 | 1 027 | 944  |

| 1962 | 1968 | 1975 | 1982 | 1990 | 1999 | 2006 | 2008 | 2013 |
| ---- | ---- | ---- | ---- | ---- | ---- | ---- | ---- | ---- |
| 826  | 725  | 624  | 575  | 552  | 541  | 592  | 607  | 641  |

| 2018 | 2022 | - | - | - | - | - | - | - |
| ---- | ---- | - | - | - | - | - | - | - |
| 638  | 621  | - | - | - | - | - | - | - |

## Vie locale

### Culte
Le Fay relève de la paroisse Saint-Pierre en Louhannais, qui regroupe 22 communes et dont le siège est à Louhans.

## Culture locale et patrimoine

### Lieux et monuments
Est à voir sur le territoire de la commune du Fay :
- l'église, placée sous le vocable de saint Christophe

Les parties les plus anciennes de l'édifice (nef, clocher) paraissent remonter à la période gothique. Le 20 juillet 1525 fut fondée par Charles Bouton la chapelle des seigneurs du Fay, disposée au nord de la nef et qui avait son entrée directe sur le cimetière (il n'y a plus de trace de cette entrée). Au cours des siècles, l'église subit des transformations : démolition du porche, addition d’une chapelle dédiée à la Sainte-Vierge, agrandissement du chœur (1864), construction de deux petites sacristies.
- le socle massif, trapézoïdal, d’une croix ancienne, surmonté d’une croix moderne (à voir dans le cimetière, non loin du chevet de l'église) ;
- l'ancien presbytère, bâti en pierre, qui jouxte l'église et est désormais un gîte.

### Personnalités liées à la commune
Parmi les personnalités attachées à l'histoire du Fay figure :
- Pierre Martinet (3/07/1947), industriel et homme d'affaires français, qui a vécu au Fay, dans la ferme familiale, jusqu'à ses 14 ans.
- Bernard Moninot (15/05/1949), artiste plasticien, exposant ses œuvres à Paris dès 1971, professeur à l'École nationale supérieure des beaux-arts.

## Pour approfondir